# Distretto di Kiboga
Il distretto di Kiboga è un distretto dell'Uganda, situato nella Regione centrale.